# Saropogon discus
Saropogon discus är en tvåvingeart som först beskrevs av Walker 1849.  Saropogon discus ingår i släktet Saropogon och familjen rovflugor. Inga underarter finns listade i Catalogue of Life.